# Sjöskogens naturreservat
Sjöskogens naturreservat ligger vid Bråviken cirka 1,7 kilometer sydost om Nävekvarn söder om Skeppsviks och Sjöskogens fritidsområden.
Reservatet består av en sammanhängande kuststräcka med vatten och skogsmark. Området är geologiskt intressant då det ligger på förkastningsbranten mot Bråviken som är en av de stora ledlinjerna i det östsvenska sprickdalslandskapet.
Sjöskogsberget, som är den högsta punkten i reservatet, höjer sig 58 meter över havet, och därifrån har man en milsvid utsikt över den yttre delen av Bråvikens skärgård och kustbergens skogar.